# Décès en juin 1962
Décès
- 1958
- 1959
- 1960
- 1961
- 1962
- 1963
- 1964
- 1965
- 1966

Pour une information complémentaire, voir la page d'aide.

| Date    | Nom               | Pays                   | Activités                                          | Âge | Source |
| ------- | ----------------- | ---------------------- | -------------------------------------------------- | --- | ------ |
| 4 juin  | Godfried Devreese | Drapeau de la Belgique | Chef d'orchestre, violoniste et compositeur belge. | 69  |        |
| 6 juin  | Yves Klein        | Drapeau de la France   | Peintre français.                                  | 34  |        |
| 20 juin | Assar Hadding     | Drapeau de la Suède    | Géologue suédois.                                  | 76  |        |